# ホスピタリズム
ホスピタリズム（Hospitalism）とは、乳幼児期に、何らかの事情により長期に渡って親から離され施設に入所した場合にでてくる情緒的な障害や身体的な発育の遅れなどを総称する言葉である。「施設病」「施設症」と言うこともある。

## 歴史的経緯
ホスピタリズムの語義は、オールドタイプホスピタリズムからニュータイプホスピタリズムへと変化した。オールドタイプホスピタリズムは、病院や乳児院などの集団生活をしている乳児の高死亡率の状態を指す。ドイツのファウントラー、アメリカのチャピンは母親との分離によって高い死亡率になっている事を見抜き、孤児院の設備や栄養法の改善、さらには看護師による個別ケアや家庭が持つ治療的機能に注目して里親委託を行い、子どもの死亡率を低下させた。しかし、子どもの死亡率が低下しても子どもの身体的・精神的な発達の遅れが継続していた。スピッツはホスピタリズムを「病院における長期間の監禁、あるいは病院の雰囲気の物凄い状態によって生ずる肉体の汚染状態」と定義した。彼は研究の結果から母子分離がもたらす影響について、持続的かつ不可逆的である事を主張し、ホスピタリズムを「①身体的発育の遅滞、②環境に適応する能力の遅滞、③言語の遅滞、④病気に対する抵抗力の低下、⑤重症の場合には衰弱や死に至るが、深刻な症状は情動の欠如である」とした。
以上のような経緯を経て、ホスピタリズムは死亡率の高さから母子分離問題を指す言葉へと転換した。これ以降、ベンダーによって子どもには親が必要であることが検証され、ジョン・ボウルビィによって「母性的養育の剥奪が子どもの性格形成・発達に最も深刻な悪影響を与える」と問題提起され、愛着理論が提唱された。ただし、ボウルビィは施設養護を全否定したわけではない。
日本では、1950年代にホスピタリズム論争が起こり、堀文治らの「家庭的養護論」、石井哲夫らの「積極的養護技術論」、積惟勝らの「集団主義養護論」の3つの養護理論が誕生した。論争当時、「児童収容施設に収容された児童が、一般の正常な家庭で育成されている児童と比較して、発育状態が身体的にも緒神的にも基本的に何らかの差異を示すこと」と定義された。ただし、この論争では、①政策論や処遇論における母子関係理論の欠如、②子どものニーズ論の欠如、③ケースワークの不在、④親子関係を維持・補強・補充することを目的とした処遇論や施設論の欠如という問題点があり、現場職員を含めた全体的な議論にはならなかった。

## 症状
実の母親相手のような、甘えや愛情の欲求が、施設の介護者に対しては、相手が勤務のローテーションで変わって行くために、それを示す相手も定まらず、また職員は愛着行動の対象としてはなりにくく、愛情も独占できないために、次第に感情、情緒の表現を抑えるようになり、無関心、無感動、無表情になっていく。また愛着行動の延長線で習得されていく語彙数や言語表現、コミュニケーション能力などの発達もかなりの遅れを呈するようになってくる。このような乳幼児は、一見、おとなしくて良い子に見えることもあるため、注意が必要とされる（出典：大日本百科事典「育児」の項）。